# Gioielli della Corona etiope

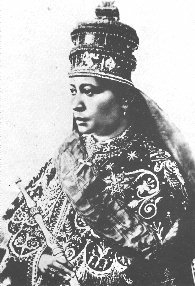
l'Imperatrice Zewditu I con le tradizionali vesti cerimoniali

I Gioielli della Corona etiope sono l'insieme dei gioielli che costituivano il patrimonio della corona imperiale d'Etiopia.
Le principali corone utilizzate dagli imperatori etiopi sono estremamente particolari e venivano portate sopra un turbante. Esse avevano solitamente la forma di un cilindro d'oro (anche se altre corone, conservate oggi nella chiesa di Santa Maria in Zion presso Aksum hanno la forma di cubo d'oro) con una sommità convessa con una croce. Questi cilindri dorati erano decorati con complessi lavori a filigrana, medaglioni con immagini di santi e decorati con pietre preziose. In alcuni casi esse presentavano delle parti pendenti nell'area delle orecchie, così come nelle corone degli imperatori bizantini o come nell'ungherese Corona di Santo Stefano. Altre corone come quella di Menelik II presentano alcune caratteristiche uniche come l'apposizione di una statuetta raffigurante San Giorgio che uccide il drago.
Altre parti delle regalìe etiopi includono una spada d'oro ingioiellata, uno scettro d'oro e avorio, un grande globo in oro con croce, un anello tempestato di diamanti, due lance di forma tradizionale etiope filigranate in oro, un lungo mantello scarlatto finemente intrecciato con fili d'oro.
Gran parte di questi gioielli sono poi costituiti da costumi tradizionali rossi ed in oro che ricordano molto alcuni paramenti rituali in uso alla chiesa cattolica utilizzati anche dai patriarchi etiopi, simbolo questo di una sacralità del monarca.
Anche l'imperatrice consorte viene incoronata col marito e le viene donato solitamente un anello alla cerimonia d'incoronazione, il che ha luogo solitamente in una cerimonia semi-pubblica tre giorni dopo quella del marito. L'imperatrice gode anche del privilegio di portare un mantello scarlatto con ricami in oro di foggia simile a quello dell'imperatore. Le corone delle imperatrici consorti, sono invece molto differenti tra loro. La corona dell'Imperatrice Menen, ad esempio, venne modellata sulla forma delle tradizionali corone di sovrani europei, mentre altre si rifanno alla tradizione della parìa britannica o altre ancora hanno forme tipicamente etiopi.
Tradizionalmente, gli imperatori etiopi venivano incoronati nella chiesa di Santa Maria di Zion ad Axum, il sito ove si trova la cappella nella quale la tradizione vuole sia conservata l'Arca dell'Alleanza, di modo da rafforzare ancora di più la legittimazione della discendenza dell'imperatore dal mitico Menelik I, figlio del re Salomone e della regina di Saba, il quale si ritiene avesse portato con sé l'arca da Gerusalemme ad Axum. Dopo la cerimonia le corone venivano donate alla chiesa (che difatti ancora oggi ne conserva moltissime dall'epoca medioevale ai monarchi più recenti) anche se vi sono casi di monarchi che donarono le loro regalìe ad altre chiese. Attualmente, ad esempio, i gioielli utilizzati per l'incoronazione dell'imperatore Hailé Selassié sono conservate al museo del Palazzo Nazionale ad Addis Ababa.